# منتخب أيرلندا لكرة السلة
منتخب أيرلندا الوطني لكرة السلة هو ممثل جمهورية أيرلندا الرسمي في المنافسات الدولية في كرة السلة . تأسس في 1947.